# Robin Gosens
Robin Everardus Gosens (ur. 5 lipca 1994 w Emmerich am Rhein) – niemiecki piłkarz pochodzenia holenderskiego, występujący na pozycji pomocnika we włoskim klubie ACF Fiorentina, do którego jest wypożyczony z Unionu Berlin oraz w reprezentacji Niemiec. Uczestnik Mistrzostw Europy 2020.

## Kariera klubowa
W czasach juniorskich trenował w Fortunie Elten (2000–2007), 1. FC Bocholt (2007–2009), VfL Rhede (2009–2012) i SBV Vitesse (2012–2013). 1 lipca 2013 dołączył do młodzieżowego zespołu Vitesse. Od 14 stycznia 2014 do 30 czerwca 2015 przebywał na wypożyczeniu w FC Dordrecht. W barwach Dordrechtu zadebiutował w rozgrywkach Eredivisie – miało to miejsce 9 sierpnia 2014 w wygranym 2:1 meczu z sc Heerenveen. 1 lipca 2015 został zawodnikiem Heraclesa Almelo. Dwa lata później odszedł za 900 tysięcy euro do włoskiej Atalanty BC. W Serie A po raz pierwszy zagrał 20 sierpnia 2017 w przegranym 1:2 meczu z AS Roma.

## Kariera reprezentacyjna
W reprezentacji Niemiec zadebiutował 3 września 2020 w zremisowanym 1:1 meczu z Hiszpanią. W 51. minucie tego meczu zanotował asystę przy golu Timo Wernera.